# Kurt Steinbrecher
Kurt Steinbrecher (* 1. Juli 1921 in Darmstadt; † 18. September 1996) war ein hessischer Politiker (SPD) und ehemaliger Abgeordneter des Hessischen Landtags.

## Ausbildung und Beruf
Kurt Steinbrecher machte nach dem Besuch von Volksschule und Realschule eine Lehre als Verlagskaufmann. Im Zweiten Weltkrieg war er Reserveoffizier.

## Politik
Kurt Steinbrecher war Mitglied der SPD und war Ortsvereinsvorsitzender und Vorsitzender der Arbeitsgemeinschaft für Arbeit der SPD im Unterbezirk Darmstadt. Für seine Partei war er von 1966 bis 1968 Stadtverordneter in Darmstadt und vom 27. Dezember 1973 bis zum 30. November 1974 Mitglied des Hessischen Landtags.

## Sonstige Ämter
Kurt Steinbrecher war Mitglied der Gewerkschaft ÖTV und Zweiter Vorsitzender des Kreisverbandes Darmstadt der Arbeiterwohlfahrt.